# Archibald S. Clarke
Archibald Smith Clarke (* 1788 im Prince George’s County, Maryland; † 4. Dezember 1821 in Clarence, New York) war ein US-amerikanischer Jurist und Politiker. In den Jahren 1816 und 1817 vertrat er den Bundesstaat New York im US-Repräsentantenhaus. Der Kongressabgeordnete Staley N. Clarke war sein Bruder.

## Werdegang
Archibald Smith Clarke wurde ungefähr fünf Jahre nach dem Ende des Unabhängigkeitskrieges auf einer Plantage im Pince George’s County geboren. Er besuchte Gemeinschaftsschulen und die High School. Danach studierte er Jura. Nach dem Erhalt seiner Zulassung als Anwalt begann er im Niagara County zu praktizieren. Er war 1808 und 1809 Vormundschafts- und Nachlassrichter (surrogate) im Niagara County. Zwischen 1809 und 1811 saß er in der New York State Assembly und zwischen 1813 und 1816 im Senat von New York. Daneben war er 1815 und 1816 als County Clerk tätig.
Als Gegner einer zu starken Zentralregierung schloss er sich in jener Zeit der von Thomas Jefferson gegründeten Demokratisch-Republikanischen Partei an. Er wurde in einer Nachwahl 1816 im 21. Wahlbezirk von New York in den 14. Kongress gewählt, um dort die Vakanz zu füllen, die durch den Rücktritt von Peter Buell Porter entstand. Seinen Dienst im US-Repräsentantenhaus trat er am 2. Dezember 1816 an, schied allerdings schon wieder nach dem 3. März 1817 aus dem Kongress aus.
Am 4. Dezember 1821 verstarb er in Clarence im Erie County und wurde dann auf dem Ledge Lawn Cemetery in Newstead beigesetzt.